# AtlasGlobal
AtlasGlobal Havacılık A.Ş. (ehemals Atlasjet) war eine türkische Fluggesellschaft mit Sitz in Istanbul und Basis auf dem Flughafen Istanbul, welche am 12. Februar 2020 ihren Flugbetrieb eingestellt hat.

## Geschichte
AtlasGlobal wurde am 14. März 2001 als 100-prozentige Tochter der Öger Holding mit dem Namen Atlas International Airways gegründet und nahm den Flugbetrieb am 1. Juni 2001 mit zwei Boeing 757-200 aus den Beständen der deutschen LTU auf. Im September desselben Jahres wurde eine dritte Maschine gleichen Typs übernommen.
Im Mai 2003 wurde die Gesellschaft in Atlasjet umbenannt. Zum 31. Januar 2006 hat die Öger-Gruppe ihre restlichen 45 % Anteile komplett an Atlasjet verkauft.
Im November 2011 unterzeichnete Atlasjet eine Absichtserklärung zur Bestellung von zehn Airbus A220-300.
Am 5. Oktober 2013 wurde die Fluggesellschaft Zagrosjet in der Autonomen Region Kurdistan gegründet und wird von AtlasGlobal betrieben. Es werden unter anderem türkische Ziele angeflogen, aber auch Ziele wie zum Beispiel Amman, Beirut und Stockholm.
Noch im selben Jahr wurde AtlasGlobal Ukraine mit Sitz in Lwiw gegründet. Sie führt von Charkiw Flüge nach Istanbul durch.
Seit April 2015 firmiert die Gesellschaft unter dem Namen AtlasGlobal.
Mit der Schließung des Heimatflughafens Istanbul-Atatürk zog AtlasGlobal im April 2019 zum Flughafen Istanbul um.
Am 26. November 2019 kündigte die Fluggesellschaft an, aufgrund von finanziellen Schwierigkeiten den Flugverkehr bis zum 21. Dezember 2019 auszusetzen. Darüber hinaus sollen große Teile der Belegschaft entlassen werden. Bereits im August 2019 waren finanzielle Probleme bekannt geworden, die Gesellschaft schuldete unter anderem dem Flughafen Moskau-Scheremetjewo rund 286.000 Dollar. Im November 2019 gingen bereits mehrere Maschinen zu den Leasinggebern zurück.
Am 21. Dezember 2019 konnte AtlasGlobal den Flugbetrieb mit vier Flugzeugen und einem stark verkleinerten Streckennetz wieder aufnehmen. Im Januar 2020 wurden die beiden Airbus A330-200 an die Leasinggeber retourniert.
Am 12. Februar 2020 vermeldeten türkischen Medien, dass AtlasGlobal in Insolvenz gehen wird und die Mitarbeiter am folgenden Tag nicht mehr zur Arbeit erscheinen bräuchten. Der Flugbetrieb wurde noch am selben Tag eingestellt. Am 14. Februar teilte die türkische Luftfahrtbehörde mit, dass AtlasGlobal den Betrieb endgültig eingestellt hat.

## Flugziele
AtlasGlobal flog von Istanbul und Antalya Ziele innerhalb der Türkei und in Europa an.
Im deutschsprachigen Raum wurden Hamburg und Düsseldorf bedient. Des Weiteren wurden weitere saisonale Ziele angeboten.

## Flotte

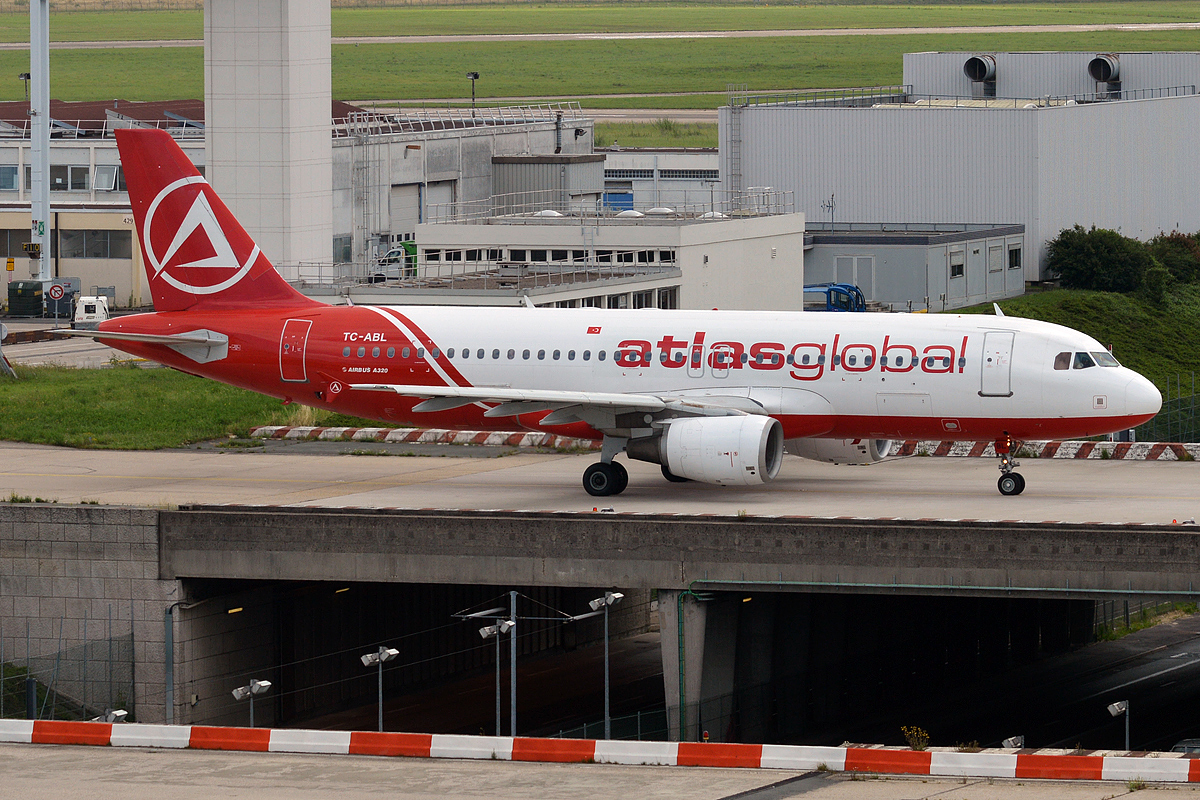
Airbus A320-200 der AtlasGlobal

Zum Zeitpunkt der Betriebseinstellung im Februar 2020 bestand die Flotte der AtlasGlobal aus zwei Flugzeugen mit einem Durchschnittsalter von 22,0 Jahren:
| Flugzeugtyp     | Anzahl | bestellt | Anmerkungen | Sitzplätze (Business/Economy) |
| --------------- | ------ | -------- | ----------- | ----------------------------- |
| Airbus A321-200 | 2      |          |             | 204 (12/192)                  |
| Gesamt          | 2      |          |             |                               |

Vor der Betriebseinstellung wurden auch folgende Flugzeugmodelle eingesetzt:
- 1 Airbus A319-100
- 7 Airbus A320-200
- 2 Airbus A321-100
- 6 Airbus A330-200 (drei geleast von Air Leisure)
- 2 Boeing 737-800 (geleast von SunExpress und Somon Air)
- sowie 12 weitere Airbus A321-200

## Zwischenfälle

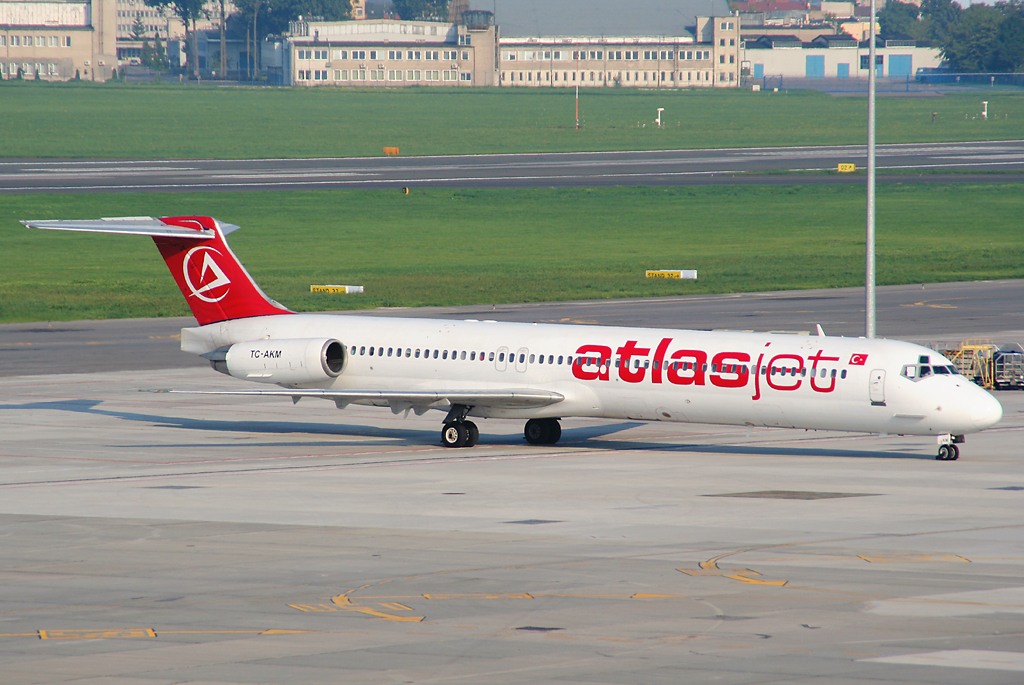
Die später abgestürzte MD-83

- Am 30. November 2007 stürzte eine aus Istanbul kommende McDonnell Douglas MD-83 (Luftfahrzeugkennzeichen TC-AKM) auf dem Atlasjet-Flug 4203 beim Anflug auf die im Südwesten der Türkei gelegene Stadt Isparta ab. Dabei kamen alle 57 Insassen, 50 Passagiere und 7 Besatzungsmitglieder, ums Leben.[18]